# Corridoio del Wakhan
Il corridoio del Wakhan (chiamato anche di Wakhan [o Wakkan]; in pashtu واخان دهلېز; in persiano واخان‎; in cinese semplificato 瓦罕走廊; in cinese tradizionale 瓦罕走廊) è una stretta striscia (larga tra i 12 e i 60 km e lunga circa 260 km) di territorio afgano nella provincia del Badakhshan.

## Geografia
Si trova nella regione montuosa del Pamir, con a nord il Tagikistan, a sud il Pakistan e ad est la Cina.
All'estremità orientale c'è il Wakhjir, un passo attraverso l'Hindu Kush a 4.923 m che ha il più notevole cambiamento d'ora di tutte le frontiere internazionali (da UTC+4:30 in Afghanistan a UTC+8 in Cina). Il confine con la Cina è tra i più alti al mondo. Il passo è chiuso per almeno cinque mesi all'anno ed è aperto con irregolarità nei restanti mesi. Cina e Afghanistan hanno un confine in comune per soli 76 km.
Il corridoio è scarsamente popolato. I più numerosi sono i vachi, seguiti da un esiguo numero di kirghisi. La valle sul versante cinese è chiusa ai visitatori, fatta eccezione per i residenti e ai pastori.

## Storia
Storicamente il Wakhan è stato un'importante regione per millenni ed è il punto d'incontro tra Asia centro-occidentale e Asia centro-orientale. Prima dell'avvento dell'Islam la regione fu soggetta a disputa tra Tibet e Cina. Il "corridoio" fu creato alla fine del XIX secolo dall'impero britannico, affinché facesse da cuscino contro potenziali ambizioni russe verso l'India in un'ipotetica guerra tra Russia e Regno Unito per il controllo dell'Asia centrale.
Jacob Townsend (2005), analista di problematiche centro-asiatiche, valutò possibili implicazioni legate al contrabbando di droga dall'Afghanistan alla Cina attraverso il corridoio del Wakhan e il passo del Wakhjir, ma concluse che, a causa delle difficoltà del viaggio e dell'attraversamento del confine, anche se un tale traffico fosse esistito, sarebbe convenuto passare attraverso la Regione Autonoma di Gorno-Badachshan in Tagikistan od attraverso il Pakistan.